# شيليتش
شيليتش هي مدينة وبلدية في البوسنة والهرسك تقع في كانتون توزلا التابع لاتحاد البوسنة والهرسك. طبقا لنتائج تعداد البوسنة عام 2013، فقد كان عدد سكانها 12,081 نسمة.

## الجغرافيا
تقع شيليتش في منطقة مايفيكا الجبلية، وتحدها بلدية سريبرنيك، وتوزلا ولوبار (جمهورية صرب البوسنة) وبرتشكو.

## التاريخ
قبل الحرب البوسنية، كانت شيليتش جزءا من بلدية لوبار التي يسيطر عليها جيش جمهورية البوسنة والهرسك ثم أصبحت فيما بعد بلدية مستقلة.

## التركيبة السكانية

### التطور التاريخي للسكان (داخل المدينة)
| السنة  | 1961 | 1971 | 1981 | 1991 | 2013 |
| ------ | ---- | ---- | ---- | ---- | ---- |
| السكان | 2555 | 2691 | 2987 | 3215 | 3593 |

## أعلام
- رازيا مويانوفيتش

## وصلات خارجية
- (بالبوسنوية) الموقع الرسمي نسخة محفوظة 11 يناير 2016 على موقع واي باك مشين.
- (بالإنجليزية) Maplandia